# Treehouse of Horror VIII
"Treehouse of Horror VIII" är det fjärde avsnittet från säsong nio av Simpsons och sändes på Fox den 26 oktober 1997. Detta är det åttonde avsnittet i serien "Treehouse of Horror". I avsnittet är Homer Simpson den enda överlevande i Springfield efter en atombomb och mutanter börjar jaga honom, Homer köper också en teleporter som Bart använder för att byta sin kropp med en fluga och Marge anklagas för att vara häxa i Springfield 1649. Avsnittet skrevs av Mike Scully, David S. Cohen och Ned Goldreyer, det regisserades av Mark Kirkland.
Avsnittet vann en Golden Reel Award för "Best Sound Editing - Television Animated Specials". och nominerades till en Emmy Award för "Outstanding Music Composition for a Series (Dramatic Underscore)".

## Handling
En censurman från Fox går igenom manuset och tar bort saker från det. Han meddelar att tack vare hans redigering har kvällens program fått åldersgränsen TV-G (barntillåten). När han säger det dyker ett svärd upp ur åldersgränsskylten och hugger honom i ryggen flera gånger och varje gång höjs åldersgränsen. När han är död har avsnittet åldersgränsen 666.

### The HΩmega Man
Borgmästare Quimby förorsakar kontroverser efter att ha gjort ett kränkande skämt om Frankrike. Sedan Quimby hade vägrat att be om ursäkt, bestämmer sig Frankrike för att skicka en atombomb mot Springfield.  Homer letar efter ett skyddsrum att köpa hos Herman. Under tiden Homer är i ett av hans skyddsrum äger explosionen rum, och det visar sig att Homer är den enda personen i staden som har överlevt. Som den siste levande i Springfield, beslutar han sig för att göra vad han vill. Homer hittas efter en stund av några av stadens medborgare som överlevde explosionen men blivit mutanter. Mutanterna påstår att de vill skapa en perfekt värld, där tidigare misstag inte existerar. Det innebär att de måste mörda Homer. Homer flyr och åker hem där han upptäcker att hans egen familj överlevde explosionen, eftersom deras hus var täckt av blyfärg. Mutanterna ser hur lycklig Homer blir då han återförenas med sin familj och ångrar sig och säger att de hoppas de kan bygga ett utopiskt samhälle även med familjen Simpsons, men rätt snabbt dödar Marge och barnen dem med ett hagelgevär som de gömt bakom sina ryggar.

### Fly vs. Fly
Homer köper en teleporter från Professor Frink. Homer älskar den och efter ett tag frågar Bart om han får använda den, men Homer vägrar. På natten försöker Bart locka in  Snowball II i teleportern och samtidigt hoppar Santa's Little Helper själv in i den. När de kommer ut har Santa's Little Helper och Snowball II slagits ihop till tvåhövdad och två-bakdels-varelse. En fluga landar på Barts arm, och Bart tänker få flygförmåga genom den, och de två går in i teleporten. Bart lyckas, men han är liten och flugans huvud har blivit större och hamnat på Barts kropp. Resten av familjen vaknar och ser Barts kropp med ett flughuvud, och tror att det är Bart och accepterar honom i sin familj. Bart lyckas efter en tid prata med Lisa och berätta för henne vad som hänt. Flugan upptäcker vad som hänt och stoppar Bart in i sin mun, men Lisa kastar in honom i teleportern. Bart och flugan återgår då till sitt normala tillstånd. En rasande Homer tar tag i en yxa och börjar jaga Bart för att han använde teleporten.

### Easy-Bake Coven
Det är 1649 och staden bränner häxor. I kyrkan försöker stadsborna lista ut vem man ska döma som nästa häxa. Folk börjar anklaga varandra och snart bryter det ut kaos, tills Marge ingriper. Hon försöker prata förstånd med stadsborna, men Moe anklagar henne för att vara en häxa. Quimby berättar för henne att hon har rätt till en rättegång, som går ut på att hon kommer att kastas ut från en klippa med en kvast. Om hon är en häxa kommer hon kunna flyga till säkerhet, vilket gör att man förväntar sig att hon kommer tillbaka för bestraffning. Om hon inte är en häxa kommer hon falla till en kristen död. Lisa försöker få sin mamma att gå fri, men lyckas inte och Marge blir knuffad ut från klippan. Efter en tid visar det sig att Marge är en häxa då hon kan flyga. Hon åker till sina systrar Patty och Selma i bergen. Systrarna ser i kitteln hur Ned och Maude Flanders pratar om hur häxor äter barn, och häxorna bestämmer sig för att göra just det. De knackar på hos Flanderns och ber om att få hämta barnen. Innan de går iväg ger Maude häxorna pepparkakor istället. Häxorna tycker de är godare än barnen och låter Rodd och Todd gå fria. De går till varje hus för att få godsaker i utbyte mot att inte äta barnen. Sjökapten berättar att detta var historien om den första Halloween. Därefter visas bilder från nästa år, då alla barn skrämmer folk för att få godis, med resultatet att Lisa blir anklagad som häxa.

## Produktion
"The HΩmega Man" skrevs av Mike Scully, "Fly Vs. Fly" av David S. Cohen och "Easy-Bake Coven" av Ned Goldreyer. Stora delar av "Fly vs Fly"-delen klipptes bort, inklusive den ursprungliga avslutningen. Producenterna hade problem med censuren i denna episod. Inledningen av avsnittet där Fox censuren blir knivhuggen till döds, en idé som framfördes av David Mirkin, hade svårt att gå igenom den verkliga censuren. Ursprungligen skulle åldersgränsskylten sticka censurmannen med en dolk, men FOX tyckte att det var för hemskt så det ändrads till ett böjt svärd. Censuren invände även mot ett scen där Homer gjorde sin nakna kyrkliga dans på altaret. Scenen gjordes om så att Homer dansade naken på första bänkraden. Avsnittet regisserades av Mark Kirkland och det sista som Brad Bird arbetade på. "Easy-Bake Coven" storyboard gjordes av Kirkland men bakgrunderna av Lance Wilder. Även om Kang & Kodos gjorde ett korta framträdanden i avsnittet var det nära att de klipptes bort men David S. Cohen lyckades övertala producenterna att låta den vara kvar.

## Kulturella referenser
Som med de flesta Treehouse av episoder-avsnitten, finns det många kulturella referenser. "The HΩmega Man" är en hyllning till filmen Den siste mannen, som var en av Mike Scully favoritfilmer som barn.Homer kör över Johnny och Edgar Winter då han flyr från mutanterna eftersom de är vita i ansiktet. I delen finns också en Gary Larson-kalender i bombrummet. Titeln "Fly vs. Fly" är en referens till Mads serie "Spy vs. Spy", som är baserad på Flugan. I "Easy-Bake Coven" refererade animatörerna till filmen Häxjakten , och Edna Krabappel är klädd som en referens till romanen Den eldröda bokstaven. Handlingen är löst baserad på häxprocesserna i Salem, medan titeln är en hänvisning till barnleksaken Easy-Bake Oven. Berättelsen innehåller också en kort hänvisning till Looney Tuness karaktär "Witch Hazel" när Marge, Patty och Selma åker iväg på sina kvastar.

## Mottagande
"Treehouse of Horror VIII" hamnade på plats 18 över mest sedda program under veckan med en Nielsen rating på 11.2 vilket gav 10,9 miljoner hushåll och det mest sedda programmet på Fox under veckan. "Treehouse of Horror VIII" vann en Golden Reel Award under 1998 för "Best Sound Editing - Television Animated Specials". Alf Clausen fick en Emmy Award nominering för "Outstanding Music Composition for a Series (Dramatic Underscore)". The A.V. Club hyllar Comic Book Guys replik där han spilt sitt liv då det kan användas alla dagar.